# Chibombo (Distrikt)

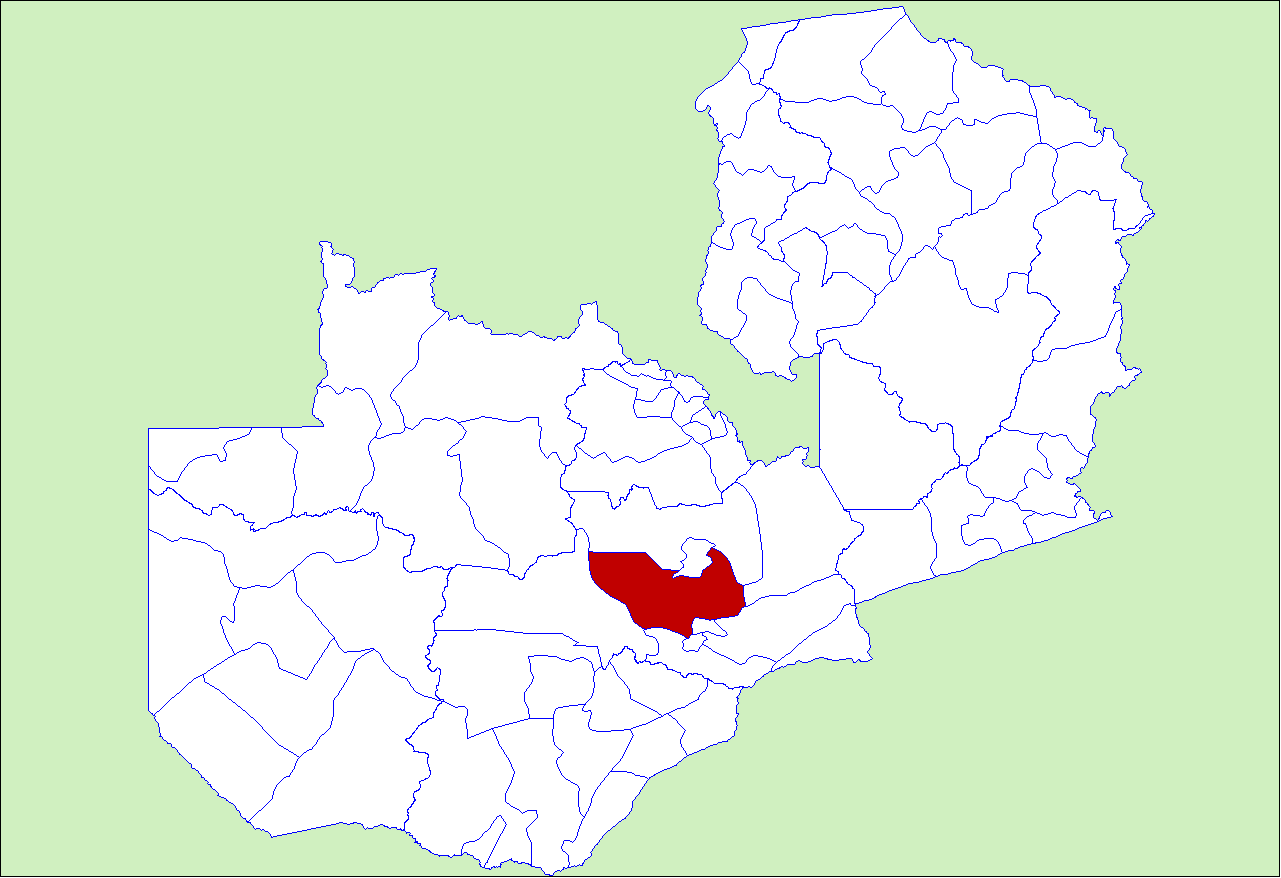
Ehemalige Ausdehnung des Distriktes bis 2012

Chibombo ist einer von elf Distrikten in der Zentralprovinz in Sambia. Er hat eine Fläche von 8219 km² und es leben 421.320 Menschen in ihm (2022). Von ihm wurde im November 2012 der Distrikt Chisamba abgespaltet. Sitz der Verwaltung ist die Stadt Chibombo.

## Geografie
Der Distrikt befindet direkt nördlich von Lusaka. Er liegt allgemein auf etwa 1100 m und fällt nach Südwesten auf etwa 1000 m ab. Einen Teil der Ostgrenze bildet die Great North Road. Die Nordgrenze wird zum Teil von dem Fluss Lukanga und den Lukangasümpfen gebildet, ein Teil der Südgrenze wird durch den Fluss Mwembeshi gebildet.
Der Distrikt grenzt im Westen an die Distrikte Shibuyunji und Mumbwa, im Norden an Ngabwe und Kapiri Mposhi, im Osten an Kabwe und Chisamba und im Süden an  Chongwe, Lusaka und  Chilanga in der Provinz Lusaka.

### Klima
Chibombo hat zwischen 800 und 1200 mm Niederschlag im Jahr.

### Gewässer
Neben den Flüssen Mwembeshi, der im Distrikt seine Quellen hat, Lukanga und Lunjofwa, gibt es vier größere Stauseen im Distrikt: Chinyongola, Muntemba, Lukata und Kafushi.

### Vegetation
Die Vegetation von Chibombo besteht aus offener Savanne und den Lukanga-Sümpfe am Kafue-Fluss.

## Geschichte
Chibombo war zunächst Teil des Kabwe Rural District Councils, bevor es 1976 zum eigenen Distrikt erklärt wurde. Dieser Distrikt war derer Zeit deutlich größer. Er beinhaltete die Distrikte Kapiri Mposhi, Ngabwe, Mumbwa und Chisamba. Kapiri Mposhi wurde, damals noch zusammen mit Ngabwe, 1993 zum eigen Distrikt erklärt. Nach Mumbwa wurde zuletzt Chisamba 2012 abgespaltet.

## Gliederung
Chibombo hat 10 Wards:
- Keembe
- Chaloshi
- Chikabo
- Chibombo
- Kakoma
- Kalola
- Mashiki
- Lunjofwa
- Chitanda
- Ipongo

Chibombo ist in die beiden Wahlkreise Katuba und Keembe aufgeteilt. Traditionelle Herrscher sind die Häuptlinge Chitanda, Liteta und Mungule. Die vorherrschende Ethnie sind die Lenje.

## Wirtschaft
Chibombo ist in erster Linie ein Agrardistrikt. Die Hauptfeldfrüchte sind Baumwolle, Mais und Weizen. Daneben sind der Fischfang in den Lukanga-Sümpfen und Viehzucht Haupterwerbsgrundlage der Bevölkerung.
Im Distrikt hat das Unternehmen Huntley mit Zambeef seinen Sitz, dass der größte Rindfleisch-Verarbeiter des Landes ist. Hier befindet sich auch das Unternehmen John Chinena, das das meiste Gemüse auf den verschiedenen Märkten in Lusaka verkauft. Von Seiten der Regierung wurde stark in den Agrarsektor in Chibombo investiert. So wurden eine Tierklinik und ein Labors zur Untersuchung von Tierkrankheiten gebaut. Ebenso wurde vom Ministerium für Landwirtschaft und Viehzucht ein Zentrums für künstliche Befruchtung eingerichtet.
Chibombe ist wie Mazabuka, Choma  und Monze seit Mitte der 1990er Jahre ein Schwerpunkt der UN-Landwirtschaftsprojekte, die Kleinkredite, Anbaudiversifizierung und Marketing betreffen. Das hat in Stadt und Distrikt zu einem bemerkenswerten Aufschwung geführt. Die Kleinkredite werden von den Bauern inzwischen vollständig getilgt. Das indiziert ihre wirtschaftliche Konsolidierung. Die Erträge haben sich verdoppelt. Der Distrikt ist fruchtbar, die Lukangasümpfe bieten gute Weiden.